# Landbouw in Suriname
Landbouw in Suriname is een bedrijfstak binnen de Surinaamse economie die valt onder de verantwoordelijkheid van het ministerie van Landbouw, Veeteelt en Visserij.
In 2017 waren de belangrijkste producten rijst, bananen en groente. De landbouwsector maakte toen 11,6% uit van het bruto binnenlands product (bbp), inclusief de visserij in Suriname met een belangrijk aandeel voor seebop garnalen en geelvintonijn. 11,2% van de Surinamers werkt in deze bedrijfstak.

## Geschiedenis

### Oorspronkelijk

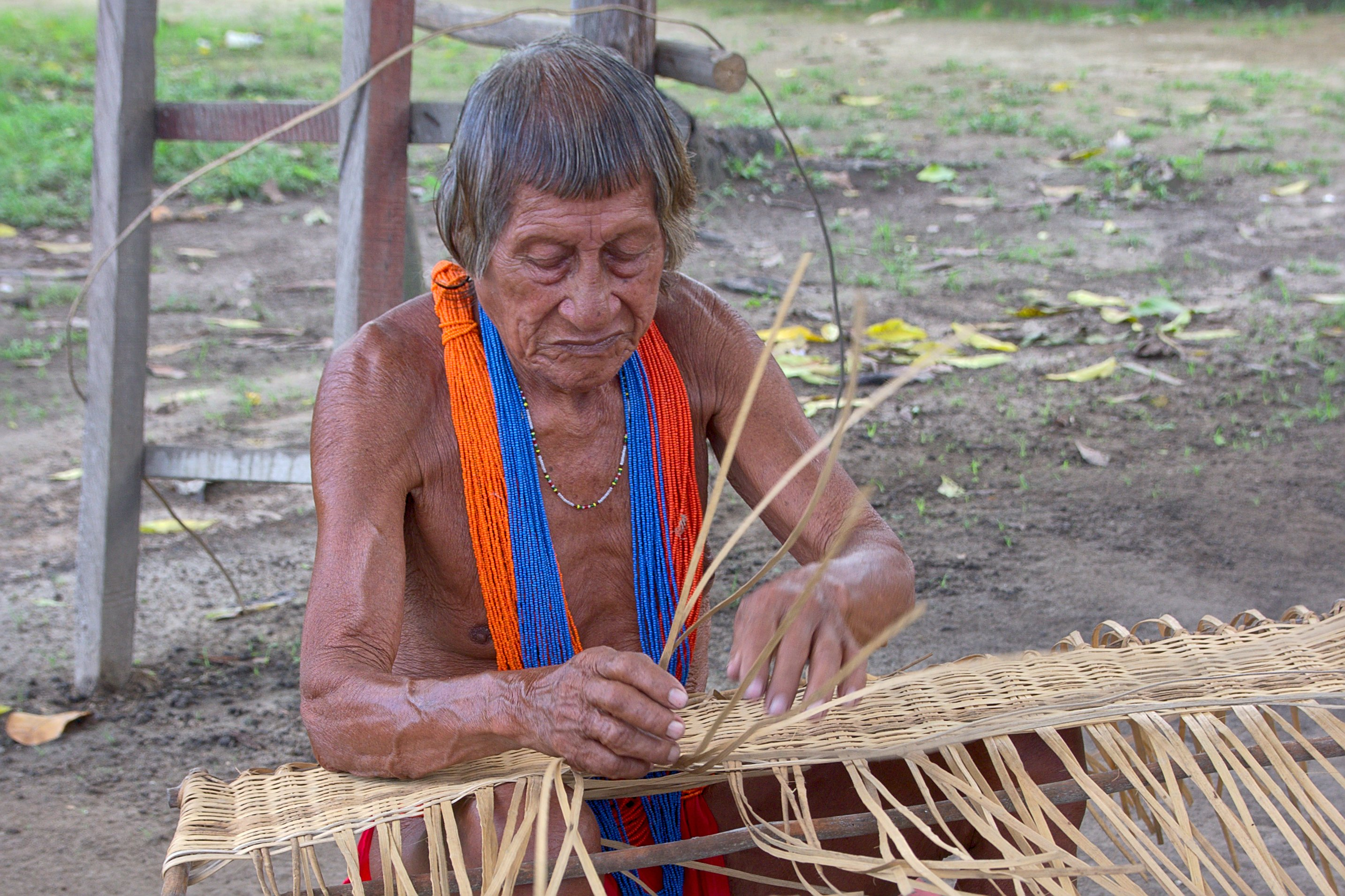
Een inheems-Surinaamse Trio bij het vlechten

De oorspronkelijke bewoners in de tropische bossen van Zuid-Amerika bouwden uitgebreide kennis op van de landbouw, die de economische basis vormde voor hun beschavingen. Landbouwproducten die zij in cultuur brachten deden na de ontdekking van Amerika hun intrede in andere delen van de wereld. Oorspronkelijk leefden de bewoners van jacht, visvangst en de verzameling van vruchten. Tussen 4000 tot 3000 v.Chr. werd de landbouw geïntroduceerd. Het verreweg belangrijkste landbouwproduct voor oorspronkelijke Surinamers was cassave, die in combinatie met vis en vlees werd gegeten. Verwerkt tot meel kunnen er koeken mee gemaakt worden die onbeperkt houdbaar zijn en de bewoners in staat stelden om te reizen voor handel of oorlog. In het Amazonegebied leidde dit tot bevolkingsgroei en migratie. Hierna kwamen ook inheemse bewoners naar Suriname, met vroege nederzettingen langs de Corantijn. Voor 1492 hadden zich inmiddels landbouwcomplexen ontwikkeld in Hertenrits, Bucklesburg, Coronie, Peruviakreek, Coesewijnerivier (in het westelijke kustgebied), en de Parmaricakreek, Barbakoebakreek, Boekoekreek en Galibi (in het oostelijke kustgebied).
Hoewel er niet veel bekend is over de landbouw door inheemse Surinamers voor de komst van de Europeanen, wordt ervan uitgegaan dat die niet veel verschilde met de landbouw die zij sindsdien uitoefenen. Dan gaat het vooral om de verbouw van cassave als hoofdgewas. Daarnaast aten ze ananas en papaja en de vruchten van de maripa- en awarrapalm, en waren ze bekend met het gebruik van cacao, pepers en masoesa. Nog onbekend in die tijd waren bananen (bacoves), citrusvruchten en kokospalmen. Kleding en hangmatten werden geweven van katoen, en manden en dakbedekking van vezels als troeili en warimbo.

### Slavernijperiode

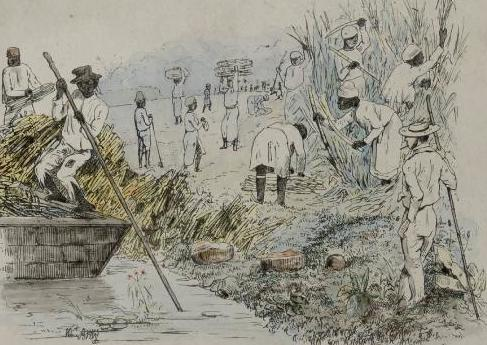
Suikerrietoogst, getekend door plantage-eigenaar Théodore Bray, circa 1850

De eerste kolonisten die zich in Suriname vestigden waren Engelsen. Kapitein Marshal vestigde zich rond 1630 in het gebied en deed een vergeefse poging om tabak te planten. Twintig jaar later kwamen uit Brazilië verdreven Joden naar dit gebied die begonnen met de verbouw van suikerriet. Op de hoger gelegen gebieden raakte de bodem echter binnen twee à drie jaar uitgeput waardoor telkens nieuw land ontgonnen moest worden en de andere gronden tien jaar braak bleven liggen. Dit veranderde met de komst van de Zeeuwen onder gouvernementschap van Van Aerssen van Sommelsdijck die de lager gelegen vruchtbare kustvlaktes inpolderde. Hierdoor werd de verbouw van suikerriet gedurende vijftien achtereenvolgende jaren mogelijk en steeg de suikeropbrengst aanmerkelijk.
De tweede helft van de 18e eeuw kenmerkte zich door een overmatige steun van de plantages met kredieten uit Nederland en een naar verhouding te luxueus leven op de plantages in Suriname. Hierop volgde in 1773 een beurskrach wat tot het faillissement van veel plantages in Suriname leidde. Sinds 1800 was er een aanhoudende teruggang in het aantal plantages totdat ze rond het midden van de 20e eeuw geheel verdwenen.
Toen Nederland op 1 juli 1863 de slavernij afschafte, waren er nog 216 plantages over. De helft van de zwarte bevolking was toen inmiddels vrij; 34.800 mensen nog niet. Rond 1860 was 57 procent van alle slaven betrokken bij de verbouw van suikerriet. 23 procent was betrokken bij de verbouw van koffie, cacao en voedsel, 14 procent bij katoenverbouw en 7 procent was werkzaam in de houtwinning.
| Jaar | Aantal |
| ---- | ------ |
| 1667 | 178    |
| 1671 | 111    |
| 1740 | 250    |
| 1800 | 650    |
| 1832 | 450    |
| 1862 | 216    |
| 1872 | 131    |
| 1903 | 82     |
| 1950 | 10     |

### Nieuwe migranten

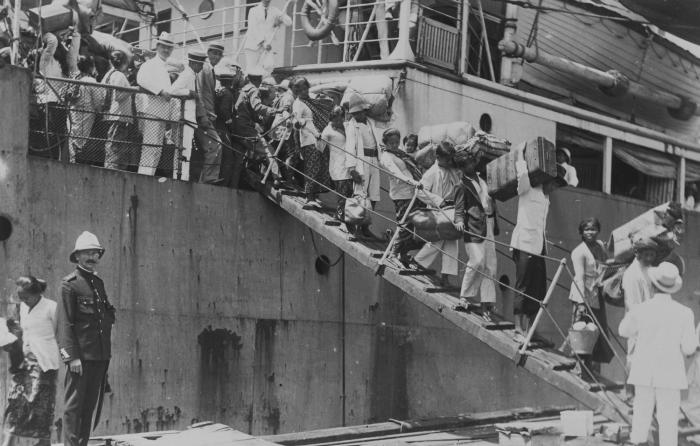
Aankomst Javanen in Paramaribo, foto: 1920-30

In de emancipatiewet van 1863 werd gesteld dat de slaafgemaakten die bij de afschaffing van de slavernij aan een plantage toebehoorden nog tien jaar verplicht contractarbeid op die plantages moesten verrichten. Nadat deze verplichting in 1873 verviel, verlieten velen van hen de plantages. In 1853 was de overheid vooruitlopend op een mogelijke afschaffing van de slavernij begonnen met de werving van Chinese contractarbeiders. Het succes van deze werving viel tegen en vanaf 1873 kwam een immigratie van Hindoestaanse contractarbeiders uit Brits-Indië op gang. Vanaf 1890 volgden ook Javaanse contractarbeiders naar Suriname. Deze arbeidskrachten kregen een contract van vijf jaar waarna zij mochten terugkeren naar hun land. De arbeiders die bleven kregen van de overheid een stuk grond van een à twee hectare om te gebruiken voor landbouw; hiervoor werden gronden van de plantages verkaveld. Ook werden gewassen uit Azië geïntroduceerd, met als belangrijkste rijst sinds 1890. Veel Hindoestanen en Javanen vestigden zich wel blijvend in Suriname.

### Landbouwtentoonstelling van 1876
In 1876 werd in Paramaribo de eerste grote Surinaamsche Tentoonstelling van Landbouw en Nijverheid georganiseerd. Met de tentoonstelling wilden de organisatoren een impuls geven aan de economische ontwikkeling van de kolonie. Daarvoor waren nieuwe arbeidskrachten nodig en investeringen in de plantagelandbouw. Een tentoonstelling met producten uit Suriname werd gezien als een manier om de interesse van Nederlandse investeerders op te wekken.

## Opbrengsten per gewas
De Surinaamse landbouwstatistieken worden ingedeeld in drie verschillende groepen: eenjarige, semi-meerjarige en meerjarige gewassen. Deze indeling is botanisch niet juist, maar wordt gebruikt omwille van het nut. In 2018 kwamen de Europese Unie (EU) en de Voedsel- en Landbouworganisatie van de Verenigde Naties (FAO) overeen agrariërs uit Suriname in de gelegenheid te stellen om niet-traditionele groenten en fruit te exporteren naar de EU. Tijdens handelsmissies begin jaren 2020 naar Barbados en Trinidad kwam vooral vraag uit de regio naar voren naar verse, gedroogde en bevroren agroproducten uit Suriname.
| Landbouwcijfers (2017); bron: ABS | Landbouwcijfers (2017); bron: ABS | Landbouwcijfers (2017); bron: ABS | Landbouwcijfers (2017); bron: ABS |
| Eenjarige gewassen                | Hectare                           | Kg                                | Import-/exportproduct             |
| --------------------------------- | --------------------------------- | --------------------------------- | --------------------------------- |
| Ongepelde rijst (padie)           | 59.203                            | 289.431                           | exportproduct                     |
| Maïs                              | 36                                | 86                                | importproduct                     |
| Cassave                           | 285                               | 7.659                             | importproduct                     |
| Overige aardvruchten              | 215                               | 2.921                             |                                   |
| Doppinda                          | 18                                | 27                                | importproduct                     |
| Spliterwt (oerdie)                | 166                               | 141                               |                                   |
| Overige peulvruchten              | 26                                | 82                                |                                   |
| Groente                           | 1.390                             | 24.723                            | exportproducten                   |
| Watermeloen                       | 124                               | 2.338                             |                                   |
| Subtotaal                         | 61.563                            | 327.408                           |                                   |
| Semi-meerjarige gewassen          | Hectare                           | Kg                                | Import-/exportproduct             |
| Banaan (bacove)                   | 1.953                             | 62.887                            | exportproduct                     |
| Bakbanaan (banaan)                | 529                               | 16.508                            |                                   |
| Ananas                            | 182                               | 3.657                             | exportproduct                     |
| Passievrucht (markoesa)           | 17                                | 239                               |                                   |
| Papaja                            | 37                                | 745                               |                                   |
| Subtotaal                         | 2.718                             | 84.036                            |                                   |
| Meerjarige gewassen               | Hectare                           | Kg                                | Import-/exportproduct             |
| Kokosnoot                         | 1.103                             | 14.072                            | variabel                          |
| Sinaasappel                       | 1.387                             | 19.145                            | importproduct                     |
| Grapefruit                        | 86                                | 1.227                             |                                   |
| Poimpelmoes                       | 25                                | 453                               |                                   |
| Overige citrusvruchten            | 367                               | 4.565                             |                                   |
| Avocado (advocaat)                | 6                                 | 94                                |                                   |
| Mango (manja)                     | 171                               | 2.581                             | exportproduct                     |
| Kers                              | 44                                | 916                               |                                   |
| Overige meerjarige gewassen       | 245                               | 2.557                             |                                   |
| Subtotaal                         | 3.434                             | 45.610                            |                                   |
| Totaal                            | 67.715                            | 457.054                           |                                   |
| Bevolkingslandbouw                | 34.657                            | 245.373                           |                                   |
| Ondernemingslandbouw              | 33.058                            | 211.681                           |                                   |

## Eenjarige gewassen

### Rijst

Rijstvelden aan de Zeedijk in Nickerie

De gevluchte slaafgemaakte Ma Pansa introduceerde in de 18e eeuw de rijstlandbouw in de marrondorpen. Op grote schaal wordt rijst (padie) in Suriname verbouwd sinds de 20e eeuw. Dit gebeurt met name in Nickerie en in mindere mate in Coronie en Saramacca.

### Maïs
Maïs is een graansoort die niet veel regen kan verdragen. In Suriname werd maïs van oudsher verbouwd als een ontginningsgewas, dat geplant werd nadat een perceel was ontbost. Vervolgens werd de maïs als veevoer gebruikt. Rijst en cassave dienen in de veeteelt als zetmeelsubstituten voor maïs. Rond 2015 was er te weinig eigen productie waardoor maïs wordt geïmporteerd. Rond dezelfde tijd slaagden proeven met een maïsvariant die goed gedijt in Suriname.

### Knolgewassen
Bij de verbouw van knolgewassen gaat het in Suriname voor het merendeel om cassave. De gewassen worden door mensen geconsumeerd en zijn daarnaast – vanwege het zetmeelgehalte – ook van belang als bestanddeel van veevoer. In het verleden was het ook een bestanddeel van aluinaarde (5,4 kg per ton). De cassaveteelt is in Suriname kleinschalig en gebeurde tot ten minste 2019 met de hand. In 2011 werd de Stuurgroep Ontwikkeling Cassave Sector Para opgericht met het doel kleinschalige, met name vrouwelijke verbouwers te ondersteunen. Daarnaast fungeert ze als incubator voor de cassaveteelt. Verder is er de pomtayer, een knolgewas dat ten grondslag ligt aan een belangrijk nationaal gerecht in de Surinaamse keuken. In Kapasikele in Brokopondo heeft de landbouwcoöperatie Wi! Uma Fu Sranan rond 2020 de verwerking van cassave zodanig geprofessionaliseerd dat ze aan veel supermarkten in Suriname babyvoeding levert.

### Pinda's
De teelt van pinda's is in Suriname kleinschalig en gebeurde in de 20e eeuw vooral op zandritsen. Het grootste deel van de lokale consumptie wordt geïmporteerd. In de jaren 2010 stimuleerde het ministerie van Handel, Industrie en Toerisme boeren uit Pokigron en Brokopondo Centrum om de teelt van pinda's op te zetten, door afspraken te maken met een Surinaamse producent van pindakaas. Volgens landbouwkundige en socioloog Deryck Ferrier zou pindateelt in Suriname niet kunnen concurreren met importen uit Java, waar een viermaal hogere productie per hectare zou worden behaald.

## Semi-meerjarige gewassen

### Bananen
Sinds ten minste 1906 is Suriname terugkerend een exportland van bananen geweest. In 1906 was de afzet van cacao afgenomen en werd doelmatig een bananensector opgezet. Sinds 1906 werden de bananen geëxporteerd naar de Verenigde Staten. De Koninklijke West-Indische Maildienst (KWIM) sloot een contract met de United Fruit Company en liet speciaal vier schepen bouwen. Door tegenvallende bananenopbrengsten waren de eerste jaren verliesgevend en vervolgens kregen de plantages te maken met de Panamaziekte. Nadat een schip verging, raakte de KWIM in 1910 in de financiële problemen. In 1912 raakte het alle vier schepen kwijt door contractbreuk omdat het niet in staat was om te leveren.
Eind jaren 1960 was het Bureau van de Bacovencultuur verantwoordelijk voor de verbouw en export van bananen (bacove is het Surinaamse woord voor handbanaan). De overheid ging in die tijd over tot een gedeeltelijke privatisering van de sector en richtte daarvoor Surland op. Bij de oprichting bleef 51% van de aandelen in handen van het land (LVV) en werd de rest van het pakket in de markt uitgezet. In 2002 beschikte Surland over 2000 hectare landbouwgrond.
In 2002 ging het bedrijf failliet en werd een doorstart gemaakt onder de naam Stichting tot Behoud van de Bananensector in Suriname (SBBS). De financiële situatie van de SBBS bleef vanaf 2008 zorgelijk. In 2014 werd de SBBS verkocht aan de Belgische firma UNIVEG van Hein Deprez (Greenyard), waarbij de Surinaamse overheid 10 procent van de aandelen behield. In februari 2020 bevond het bedrijf zich in zware financiële problemen en werd het door Deprez onbeheerd achtergelaten. In oktober 2020 verklaarde president Chan Santokhi aan de doorstart te werken.

### Ananas
Ananas is een vrucht die in de 20e en 21e eeuw op kleine schaal wordt gekweekt op de lichte gronden, zowel in het binnenland als aan de kustvlakte. De omstandigheden zijn niet ideaal voor de plant, die het goed doet bij droogte en een relatief lage temperatuur van circa 25 graden. Begin 21e eeuw kreeg de ananascultuur van circa drie hectare van Pierrekondre in Para het label Agro Fair toegekend. Samen met de telers in Redidoti volgde in 2018 een biologische certificering van Control Union Certification. Begin 2020 ontwikkelde het ministerie van Landbouw een ananasproject in La Poule in Saramacca. In 2022 heeft een fonds van de Verenigde Naties in het kader van de Sustainable Development Goals twee miljoen USD gedoneerd aan de Surinaamse ananassector, die vooral de inheemse bevolking ten goede komt.

### Passievrucht
In Para staat een fabriek die passievruchten (markoesa) verwerkt tot pulp. De vruchten worden op 10 hectare grond verbouwd. In 2023 werd begonnen aan de ontwikkeling van nog eens 10 hectare. Bij de uitbreiding is rond 2023 het Inter-Amerikaans Instituut voor Landbouwsamenwerking (IICA) bij betrokken. Volgens het ministerie van Landbouw is er wereldwijd een grote vraag naar passievruchten. In 2024 zegde India maximaal 1 miljoen USD steun toe aan de Surinaamse markoesasector, in het kader van de samenwerking tussen de Caricom en India.

## Meerjarige gewassen

### Kokosnoten
Coronie is het district waar zich de meeste kokospalmen bevinden. De palmen hadden in de 20e eeuw te kampen met schimmels, virusziekten, insecten en aaltjes. Door de grote variëteit aan vijanden van de plant werd toen nagedacht over een overstap op dwergvariëteiten. In de jaren 2010 is de opbrengst in Suriname bij tijden amper voldoende om te kunnen voorzien in de behoefte van de verwerkende sector in het land. In 2023 moest Coronie kokosnoten uit de andere districten halen, omdat er geen herplanting gebeurde van afgestorven bomen.

### Citrusvruchten
Van oorsprong uit Azië, zijn citrusvruchten in een vroeg stadium in de (sub)tropische gebieden geïntroduceerd. De belangrijkste soorten in Suriname zijn de sinaasappel, mandarijn, grapefruit, pompelmoes, citroen en limoen (lemmetje). Eind jaren 1940 was de sector zover ontwikkeld, dat de Surinaamse Citrus Centrale werd opgericht om de citruscultuur en -export te bestendigen. Van 1960 tot 2017 was er tussen de 1.200 en 2.400 hectare land bestemd voor de verbouw van deze vruchten. Citrusvruchten zijn in 2019 een exportproduct. De cultuur is voor een belangrijk deel in handen van het Staatsbedrijf Alliance in Commewijne.

### Palmolie
Voor oliepalmen kent Suriname goede omstandigheden. De productie van palmolie kan echter alleen op grote schaal plaatsvinden, omdat er voor de verwerking een grote fabriek nodig is. Rond 1970 werden in Suriname op grote schaal oliepalmen aangeplant door aansluitend de landbouwmaatschappijen Victoria, Phedra en Patamacca, die tezamen de Gemeenschappelijke Plantaardige Oliën en Vetten Bedrijven vormden. De beginjaren waren succesvol, maar uiteindelijk gingen ze binnen enkele decennia ten onder aan stakingen, de speerrotziekte en de Binnenlandse Oorlog (1986-1992).
Sinds 2004 werd gesproken over de herstart van de palmolieverbouw op Patamacca in Marowijne. Er werd een partner gevonden in China Zhong Heng Tai die daarnaast ook houtkapvergunningen verwierf. Na zestien jaar heeft de Chinese onderneming nog geen start gemaakt in de palmolieverbouw.

### Suiker
Tweehonderd jaar lang was suikerriet het belangrijkste landbouwgewas in Suriname. Medio jaren 1970 bleef Mariënburg over met een oppervlakte van 2300 hectare, totdat die er in 1986 ook mee stopte. In de jaren 2010 waren er nieuwe initiatieven om de verbouw van suikerriet te herstarten in Nickerie, met het doel om er bruine suiker en ethanol van te maken. Het initiatief werd in 2010 door de Staatsolie Maatschappij Suriname genomen. In de jaren erna kwamen de concessies bij een Chinese joint venture te liggen.

### Cacao
In de 18e eeuw was cacao een belangrijk handelsproduct. Sinds 1950 werd een herstart met cacao gemaakt. De teelt kwam daarna opnieuw in de problemen door de krullotenziekte. Tegenwoordig (stand 2016) wordt er geen cacao meer aangebouwd in Suriname.

### Mango's
Mango's, manja's in het Surinaams-Nederlands, werden tot 2015 vanuit heel Suriname en daarna alleen vanuit Nickerie geëxporteerd. Vervolgens was er vanaf 2019 een exportstop omdat Europese wetgeving vereist dat een exporterend land een monitoringsysteem voor fruitvliegen moet hebben. Na de samenwerking van het Surinaamse ministerie van LVV, de IDB en het IICA werd een project uitgevoerd waardoor Nickerie in 2023 plaagvrij verklaard kon worden en de export naar Europa hervat werd.

## Mest
In 2021 wordt geëxperimenteerd met vissilage als mestproduct in de landbouw. Vissilage is een verwerkt afvalproduct uit de visserij met een hoog eiwitgehalte, dat in België ook gebruikt wordt in de verwerking tot diervoeder.

## Onderzoek
Het Centrum voor Landbouwkundig Onderzoek in Suriname (Celos) is een academisch agrarisch onderzoekscentrum. Het heeft de hoofdvestiging op het terrein van de Universiteit van Suriname in Paramaribo en daarnaast enkele nevenvestigingen verderop in het land. Het werd in 1965 opgericht door het Surinaamse landbouwministerie en de Nederlandse Landbouwhogeschool Wageningen.
Een ander overheidsbedrijf is de Stichting Proeftuinen in Suriname, dat onderzoek doet naar plantenziekten en plagen. InVitroPlants (voorheen Phyto Tech NV) is eigendom van Grassalco en houdt zich bezig met plantvermeerdering, zoals kloning en genetische modificatie.
In 2020-2021 loopt een onderzoek naar de teelt van cannabis in Suriname als legaal landbouwproduct.
In 2021 werd een onderzoek gestart naar de oorzaken van de terugloop van de interesse voor landbouw in Saramacca. Op dat moment was slecht 30 procent van het tuinbouwareaal in gebruik.
In de jaren 2020 is op proefbasis teelt begonnen van druiven en koesoewe.
Eens in de tien à vijftien jaar wordt er in Suriname een landbouwtelling gehouden. Het doel is om statistische gegevens bij elkaar te brengen.
In mei 2023 legde president Chan Santokhi de eerste steen van een agrarisch laboratorium in Tijgerkreek in Saramacca. Het is een initiatief van het Suriname-China Investeringscomité (een werkgroep van de president) en China Hunan Linshi. Er zal onderzoek gedaan worden naar grootschalige productie van onder meer aardbeien, druiven, hybride rijst, maïs, soja, pinda's, zonnebloemen en organische mest.

## Onderwijs en stimulering

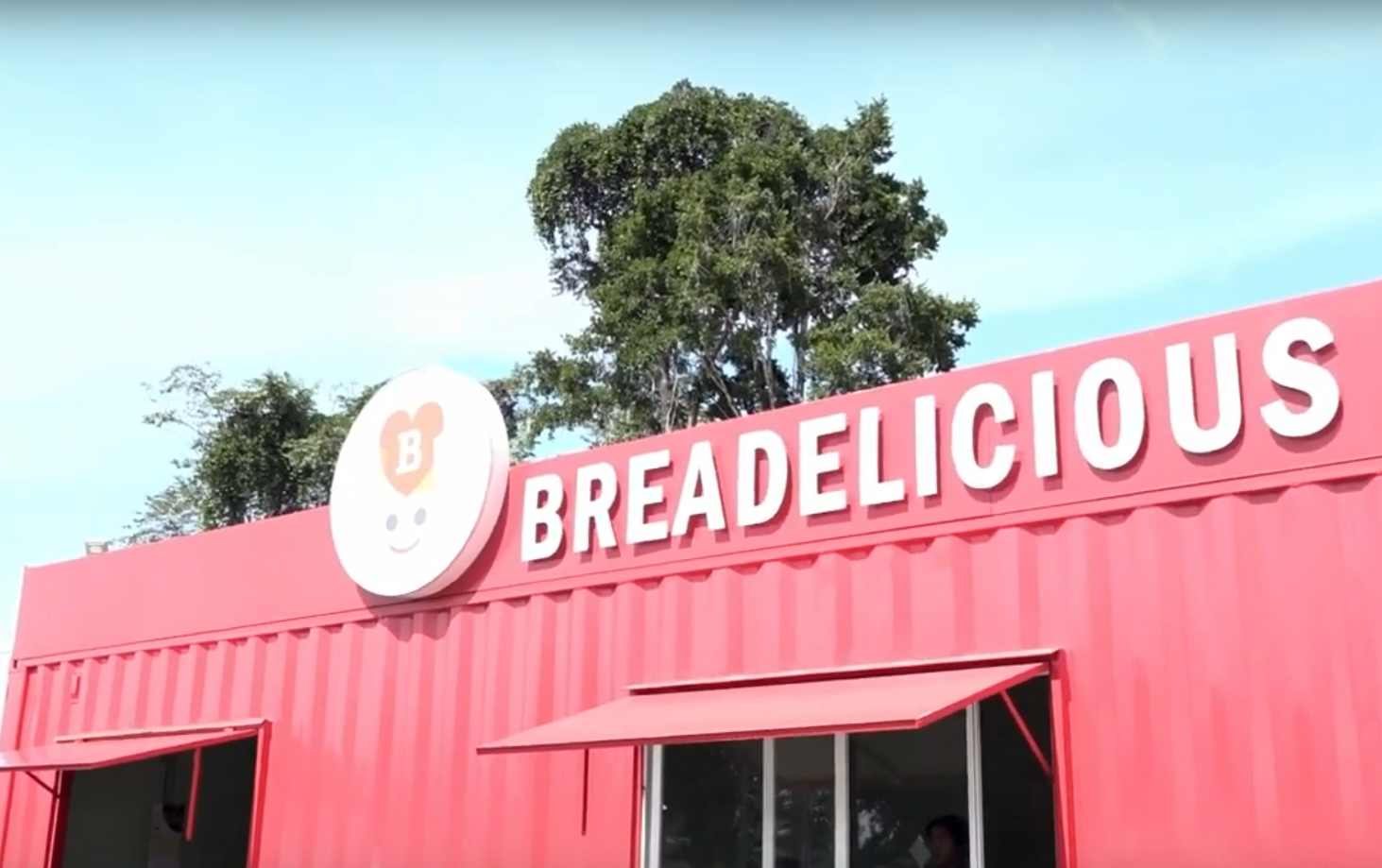
Breadelicious is met Food Basket een concept om lokaal te produceren en armoede te bestrijden

Op academisch niveau biedt de Universiteit van Suriname leergangen op landbouwkundig gebied; in de nabijheid bevindt zich het academische onderzoekscentrum Celos. Verder kent de hbo-instelling Polytechnic College Suriname meerdere landbouwkundige studierichtingen. Daarnaast zijn er opleidingen op middelbaar (Natin) en voortgezet niveau.
In de bevolkingslandbouw ontbeert het vaak aan landbouwkundige kennis en inzichten. Om ook dorpelingen in verder afgelegen gebieden te bereiken, is het ministerie meermaals de districten ingetrokken voor het geven van cursussen en trainingen, zoals in het afgelegen dorp Ricanaumofo. Ook heeft het ministerie projecten opgezet om branches te ondersteunen, worden er subsidies verstrekt en materieel uitgeleend.
In 2022 heeft het ministerie een bedrag van 300.000 USD ter beschikking gesteld aan de Coöperatieve Vereniging Saamaka Wosu in het Saramaccaanse gebied aan de Boven-Surinamerivier. De ondertekening vond in december 2022 plaats in Asidonhopo en werd naast LVV ondertekend door granman Albert Aboikoni. Het bedrag is bestemd voor landbouwmachines, materiaal en trainingen. Hiermee wordt de Saramaccaners de gelegenheid geboden om hun regio economisch sterker te maken. In oktober 2024 subsidieerde de Chinese ambassade de Tushi Processing Company in Nickerie met 50.000 US$ voor de voor de renovatie van de verwerking van sappen, waardoor meer vruchten van Surinaamse boeren opgekocht kunnen worden.
In 2022 werd in Meerzorg de eerste Food Basket geplaatst. Dit, zowel als Breadelicious, is een concept van een  minisupermarkt in een zeecontainer. Het is in 2022 geïntroduceerd om armoede landelijk aan te pakken door basisgoederen tegen lage prijzen aan te bieden en kleine ondernemers van inkomen te voorzien. Het idee komt van een lokale ondernemer Julio Bhikharie en is door de regering overgenomen om in het gehele land uit te rollen.  De kosten per container zijn 20 duizend US$.
Jet ministerie organiseert terugkerend landbouwbeursen.
In december 2024 werd in Centrum (Brokopondo) de eerste zadenbank van Suriname geopend. De financiering komt vanuit Noorwegen. In het district rolde CEOLOS rond die tijd ook een project uit op het gebied van agroforestry (boslandbouw).

## Organisaties
Naast eerder genoemde ondernemersorganisaties zijn verder de Vereniging van Exporteurs van Agrarische Producten in Suriname, de Federatie van Surinaamse Agrariërs, de Vereniging voor Ondersteuning van de Agrarische sector in Suriname (Agras) en in Saramacca Agricultural Technical Cooperation Center actief.
Sinds 2015 wordt op 8 oktober jaarlijks de Dag der Agrariërs gehouden en jaarlijks is er de verkiezing van de Meest Duurzame Landbouwer van Suriname; in 2020 werd deze prijs uitgereikt aan Naga's Augurken in Wanica van de ondernemer Ashokkoemar Narain.
In 2008 werd het Agrarisch Kredietfonds opgezet uit de Verdragsgelden, met kredieten voor kleine en middengrote bedrijven tegen een laag rentepercentage. Minister Lekhram Soerdjan hief het fonds in december 2018 op en bracht het onder bij de Nationale Ontwikkelingsbank (NOB). Eind 2020 bespreekt de regering-Santokhi een herleving van het fonds met de Verenigde Staten en Nederland; beide landen tonen interesse om het fonds te ondersteunen. In 2023 stelde minister Parmanand Sewdien een Nationale Pesticiden Raad (NPR) in waarmee de pesticiden in het land worden beheerd.
De in Nederland gevestigde stichting duurzame Ontwikkeling Nederland Suriname (d'ONS) reikt sinds 2012 jaarlijks de prijs voor voor duurzaamste mkb-landbouwer van Suriname uit. Het Nederlandse reisbureau Agroreizen heeft een speciale agrarische reis opgezet langs plantages en landbouwbedrijven in Suriname.

## Beschikbaarheid van landbouwgrond

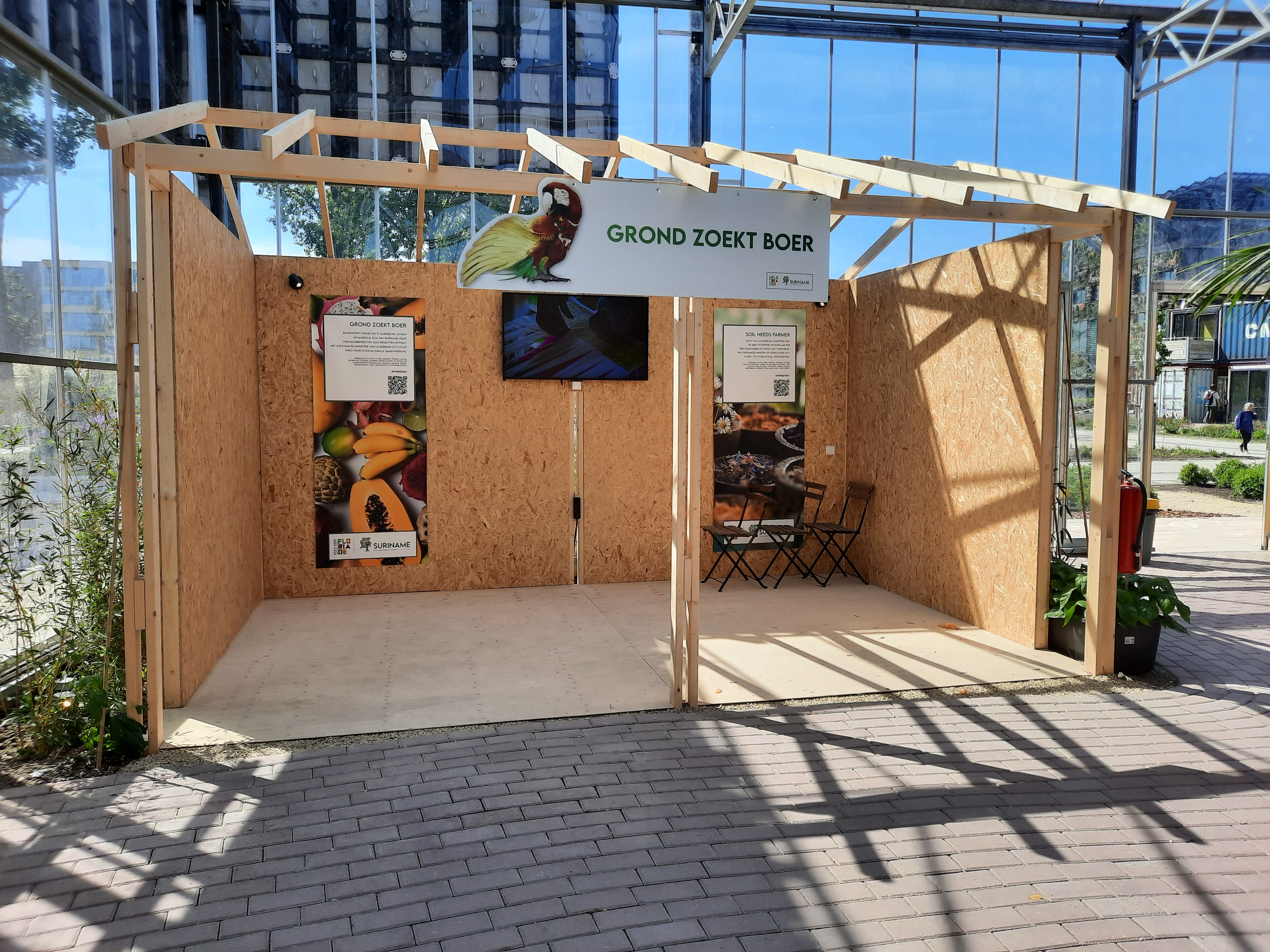
"Grond zoekt boer" in het paviljoen van Suriname op de Floriade in Almere, 2022

Tijdens het bezoek van president Chan Santokhi in 2021 aan Nederland riep hij Nederlandse boeren op om zich te vestigen in Suriname. Vanwege de Stikstofproblematiek was het boeren in Nederland onder druk komen te staan. "Dan zeg ik: kom hierheen, wij hebben die ruimte wel," aldus Santokhi. Op de stand van Suriname op de Floriade in Almere van 2022 werd de aandacht gevestigd op investeringsmogelijkheden voor Nederlandse boeren in Suriname. In een interview op de Floriade in augustus 2022 gaf ambassadeur Rajendre Khargi aan dat er dan rekening gehouden moet worden met een subtropisch klimaat en een andere bodemgesteldheid, en daardoor ook andere gewassen. Een nieuwe Nederlandse investering die op komst is, is vijf miljoen euro groot en betreft de aanbouw van gember en avocado's. Sylda uit Nederland gaat vanaf 2022 vijf miljoen euro in Suriname investeren in een nieuwe fabriek voor diervoederadditieven, waarmee de Zuid-Amerikaanse markt bediend zal worden.